# Violeta G. Ivanova
| Asteroides descubiertos: 14                | Asteroides descubiertos: 14 |
| ------------------------------------------ | --------------------------- |
| (3860) Plovdiv [1]                         | 8 de agosto de 1986         |
| (4102) Gergana                             | 15 de octubre de 1988       |
| (4893) Seitter [1]                         | 9 de agosto de 1986         |
| (5950) Leukippos [1]                       | 9 de agosto de 1986         |
| (7079) Baghdad [1]                         | 5 de septiembre de 1986     |
| (9732) Juchnovski [2]                      | 24 de septiembre de 1984    |
| (9936) Al-Biruni [1]                       | 8 de agosto de 1986         |
| (11852) Shoumen [2]                        | 10 de septiembre de 1988    |
| (11856) Nicolabonev [2]                    | 11 de septiembre de 1988    |
| (12246) Pliska                             | 11 de septiembre de 1988    |
| (13930) Tashko                             | 12 de septiembre de 1988    |
| (13498) Al Chwarizmi [1]                   | 6 de agosto de 1986         |
| (14342) Iglika [1]                         | 23 de septiembre de 1984    |
| (22283) Pytheas [1]                        | 6 de agosto de 1986         |
| - [1] con E. W. Elst - [2] con V. Shkodrov |                             |

Violeta Ivanova (Виолета Иванова) es una astrónoma búlgara.

## Semblanza
Ivanova está acreditada por el Centro de Planetas Menores como la descubridora de 14 asteroides entre 1984 y 1988. Trabaja en el Instituto de Astronomía de la Academia Búlgara de Ciencias, realizando sus descubrimientos en el Observatorio Smolyan, procedente del Observatorio Astronómico Nacional de Rozhen (en el monte Rozhen, situado en la cordillera Ródope) poco después de 2002. 
En ocasiones firma como Violeta G. Ivanova. No debe ser confundida con V. V. Ivanova (que también firma como V. F. Ivanova), perteneciente al Instituto de Físicas de la Universidad de San Petersburgo, St. Petergof, Rusia (anteriormente con el Institut Geokhimii i Analiticheskoi Khimii; Instituto de Geoquímica y Química Analítica Vernadskii de Moscú).

## Eponimia
- El asteroide coroniano (4365) Ivanova lleva este nombre en su honor desde el 25 de agosto de 1991 (M.P.C. 18645).[2][5]